# Griff (Fechten)
Als Griff wird im Sportfechten der Teil der Waffe bezeichnet, der vom Fechter in der Hand gehalten wird. Die verschiedenen Teile der Waffe – im Wesentlichen Griff, Glocke und Klinge – werden getrennt voneinander produziert, sodass jede Waffe von seinem Benutzer individuell montiert werden kann. Während es beim Säbelfechten nur eine einzige Form des Griffes gibt, werden im Florett- und Degenfechten verschiedene Formen benutzt, hauptsächlich der orthopädische Griff („Pistolengriff“) oder der Französische Griff. Je nach Größe der Hand werden die Griffe in verschiedenen Größen geliefert, ebenso unterscheiden sich Modelle für Rechts- und Linkshänder.

## Florett und Degen
Im Florett- und Degenfechten gibt es verschiedene Griffe. Die Wettkampfordnung schreibt keine bestimmte Form vor, sondern macht nur recht allgemeine Vorgaben, um Chancengleichheit zu gewährleisten. Die Maximallänge des Griffes beträgt zwanzig Zentimeter und der Griff darf nicht über die Glocke hinausragen. Falls der Griff eine spezielle Form hat, die die Finger im Griff fixiert (orthopädische oder Italienische Griffe, siehe unten), darf in der vorgesehenen Handposition der Daumen maximal zwei Zentimeter von der Glocke entfernt sein.

### Französischer Griff
Der Französische Griff ist gerade oder leicht gebogen, an seinem Ende ist ein schwererer und etwas vergrößerter Knauf befestigt. Um ihn zu benutzen, wird das mittlere Glied des Zeigefingers von unten an den Griff angelegt, der Daumen wird von oben auf den Griff aufgelegt. Durch Daumen und Zeigefinger wird die Waffe kontrolliert, die übrigen Finger umfassen den Griff und tragen zur Stabilisierung der Waffe bei. Da der Französische Griff keine Vorrichtungen zur Fixierung der Finger aufweist, kann er an jeder beliebigen Stelle des Griffes gehalten werden. Möchte man zusätzliche Reichweite gewinnen, wird der Griff möglichst weit hinten in der Nähe des Knaufes umfasst. Hält man ihn nahe an der Glocke, ermöglicht dies eine kontrolliertere Klingenführung und kraftvollere Paraden. Da die zusätzliche Reichweite im Florettfechten in der Regel irrelevant ist, wird der Französische Griff fast ausschließlich beim Degenfechten eingesetzt.

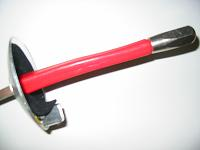
Französischer Griff an einem Florett
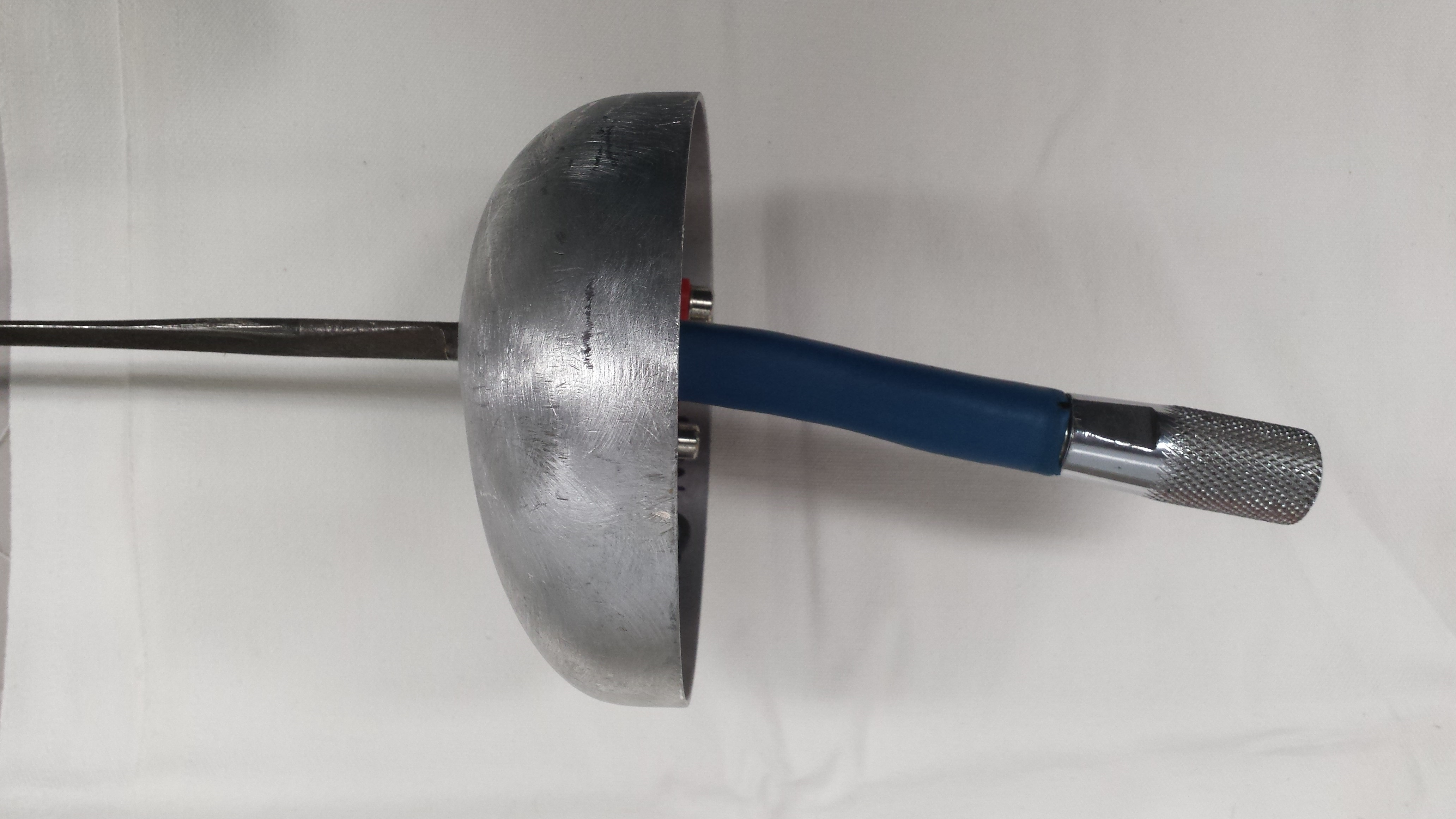
Degen mit Französischem Griff
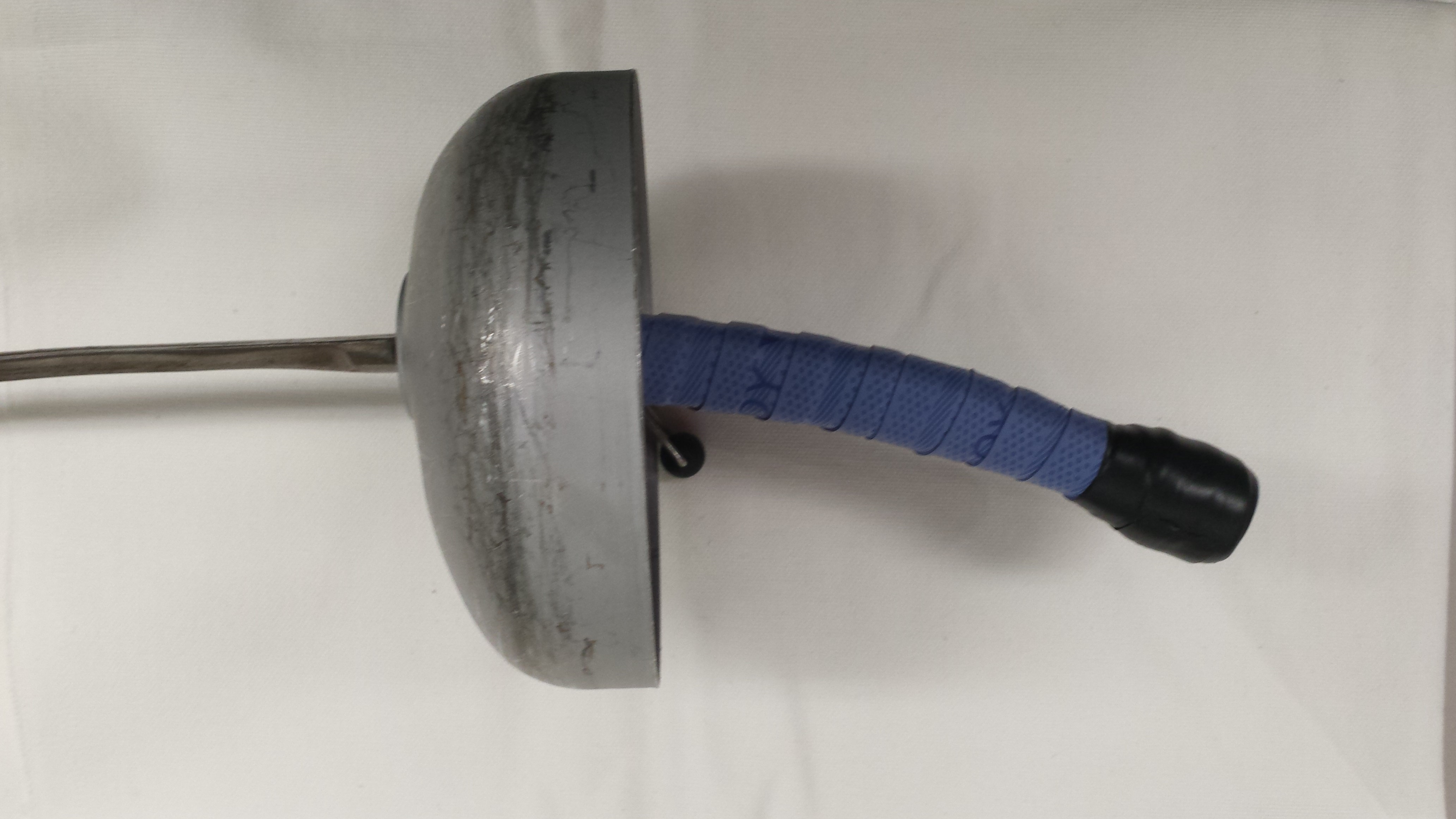
Gebogener Französischer Degengriff

### Italienischer Griff
Der Italienische Griff ist gerade und weist hinter der Glocke eine Parierstange und zwei Ringe auf, durch die die Finger geführt werden. Daumen und Zeigefinger werden zwischen Parierstange und Glocke gelegt, der Mittelfinger wird durch einen der Ringe geführt. Der Griff ermöglicht – wie der orthopädische Griff – eine kraftvolle Kontrolle der Klinge, jedoch auf Kosten einer weniger präzisen Klingenführung. Er kann als Vorläufer des modernen orthopädischen Griffes angesehen werden und wird im modernen Sportfechten kaum noch verwendet.

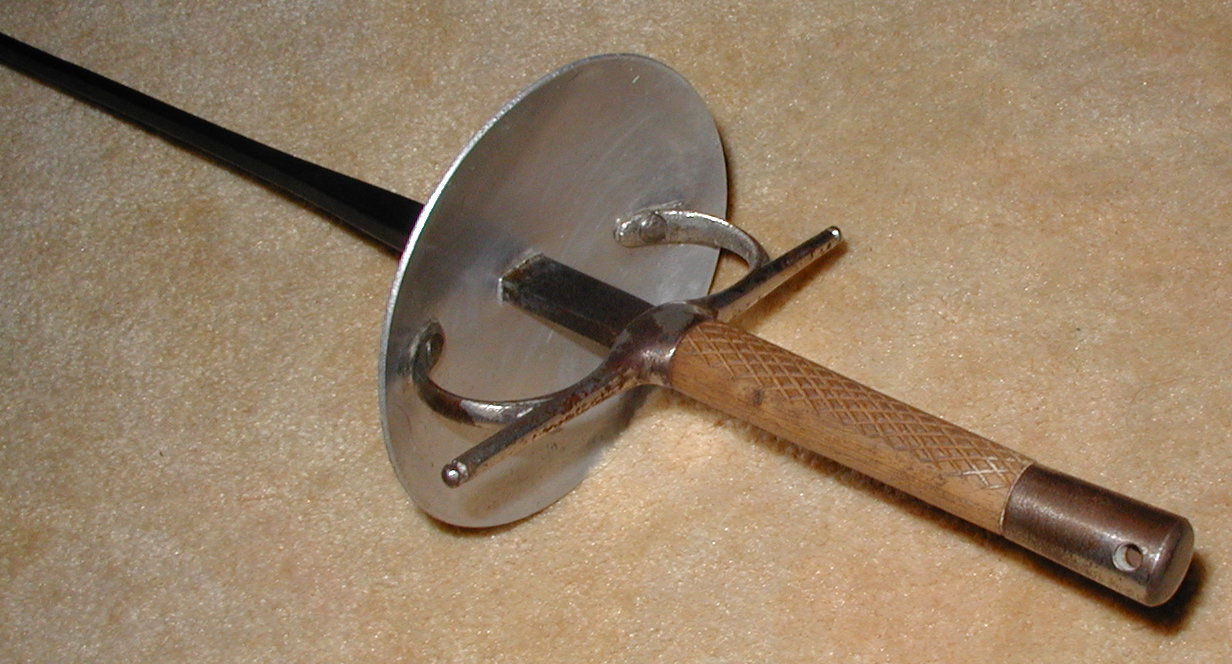
Italienischer Griff
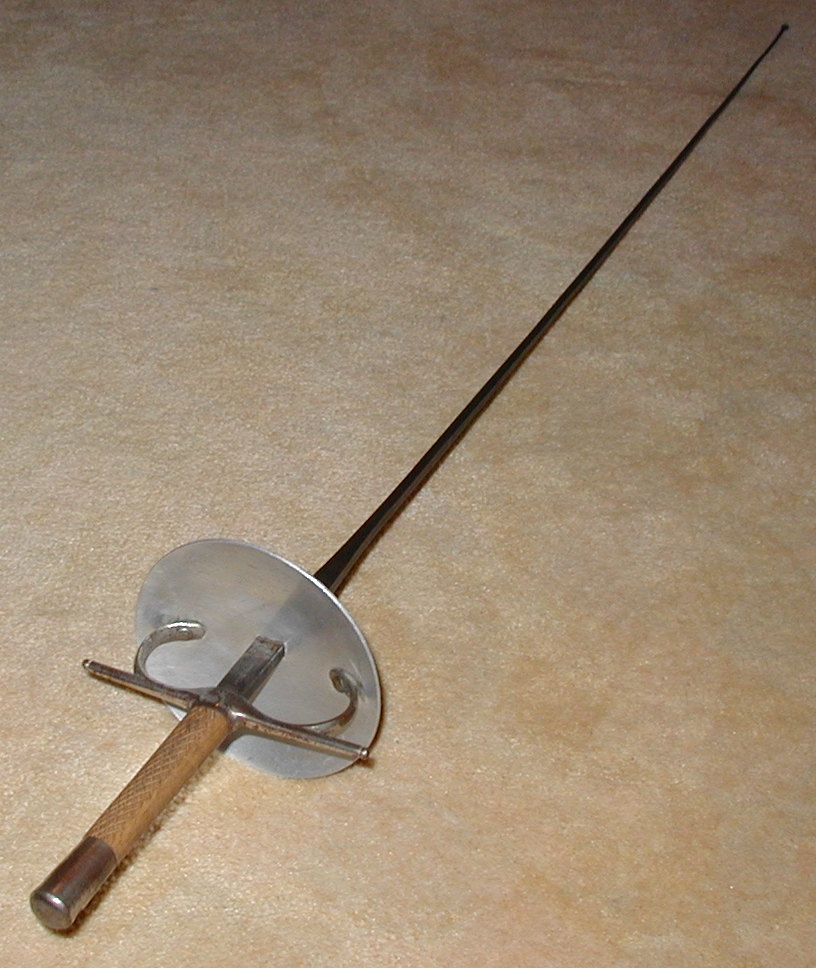
Florett mit Italienischem Griff

### Orthopädischer Griff
Der orthopädische oder Pistolengriff besitzt eine spezielle Form, die das Halten der Waffe erleichtern soll. Um bei Wettbewerben eingesetzt werden zu können, darf der Griff die Hand nur in einer einzigen Position fixieren, der Daumen darf in der vorgesehenen Position maximal zwei Zentimeter von der Glocke entfernt sein. Im Übrigen ist die Form des Griffes nicht weiter reguliert, sodass verschiedene Varianten orthopädischer Griffe existieren. Orthopädische Griffe existieren mindestens seit Beginn des zwanzigsten Jahrhunderts, Walter Guerry Green III listet bereits für die erste Hälfte des zwanzigsten Jahrhunderts fünfzehn verschiedene Modelle auf. Auch heute wird von den Herstellern von Fechtartikeln eine Vielzahl von Modellen angeboten. Im Florettfechten wird inzwischen fast ausschließlich der orthopädische Griff eingesetzt, da die bessere Kontrolle über die Waffe die geringen Reichweitenvorteile, die man mit dem Französischen Griff hat, überwiegt. Im Degenfechten wird dagegen – je nach individuellem Fechtstil – von vielen Fechtern der Französische Griff bevorzugt.

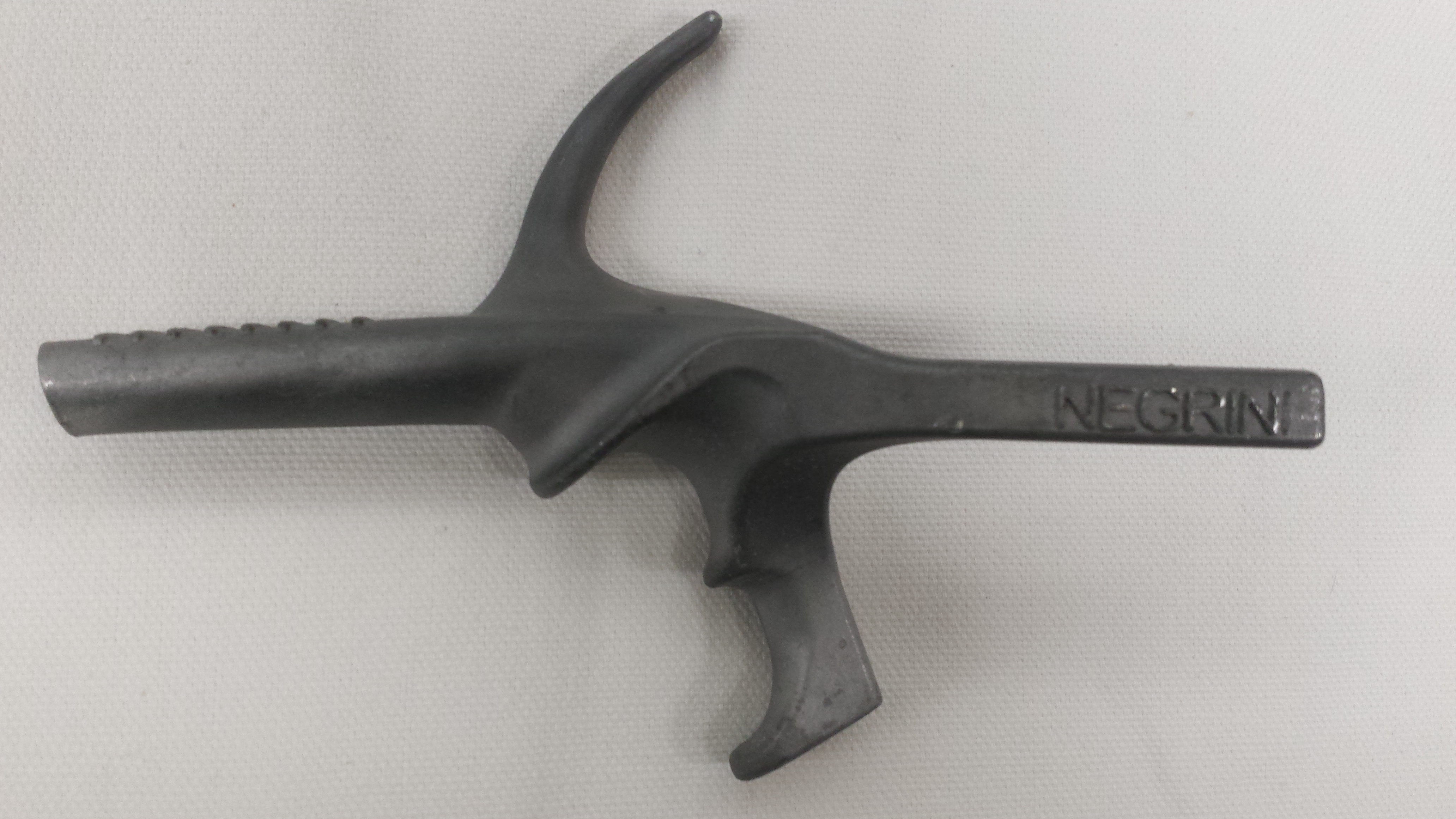
Visconti
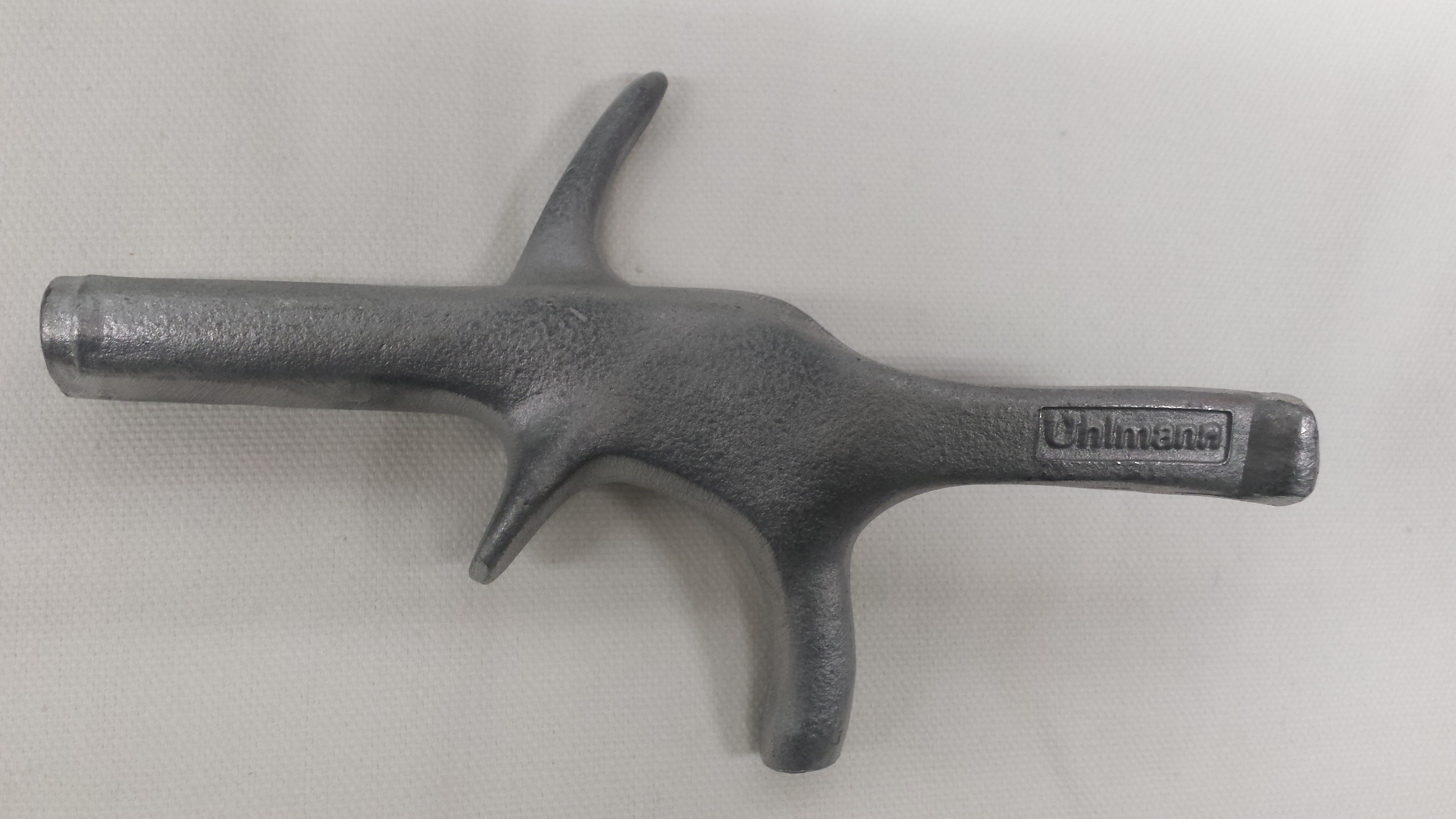
„Belgischer“ oder „Englischer“ Griff
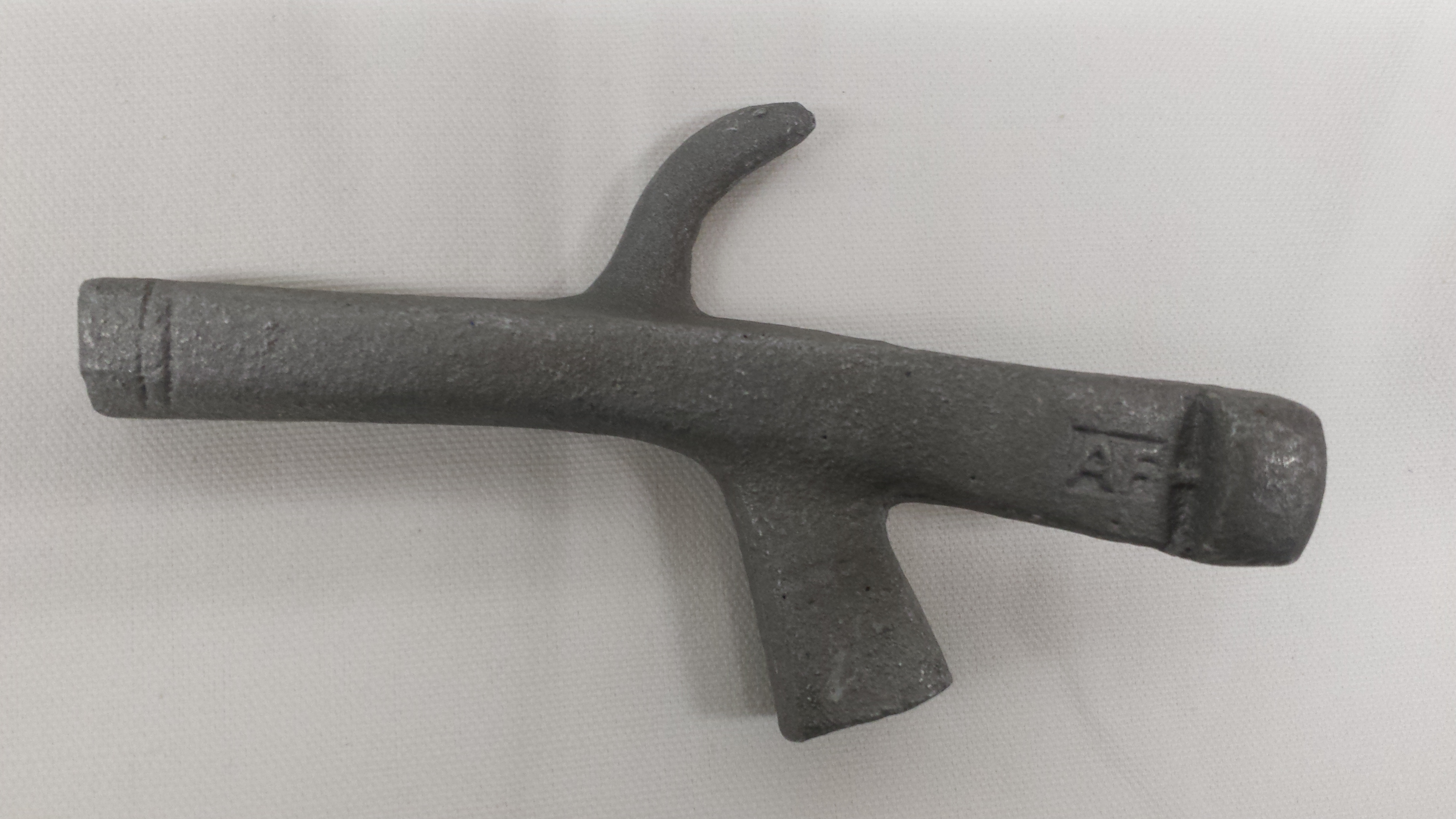
„Russischer“ Griff
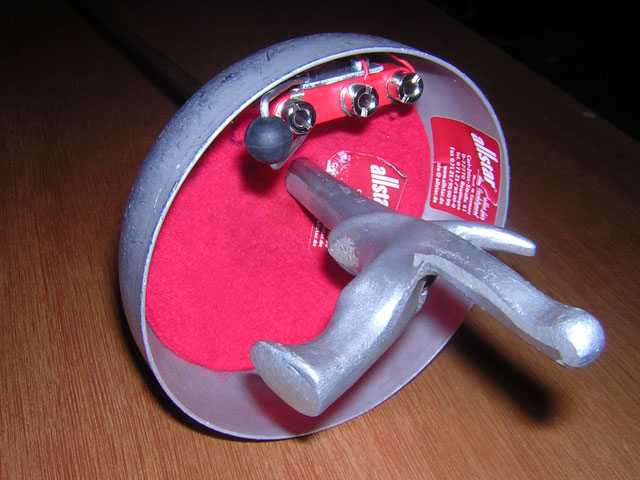
An einem Degen montierter Pistolengriff

## Säbel
Der Säbelgriff ist maximal 17 cm lang. Im Gegensatz zu den anderen Waffen gibt es nur eine Form. Der Griff ist üblicherweise aus Kunststoff oder Metall und manchmal mit Leder überzogen.

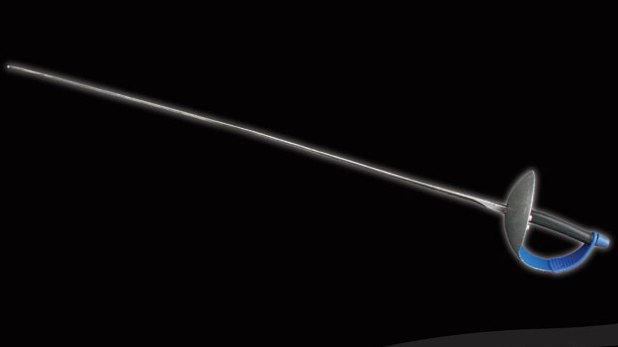
Säbel für das Sportfechten